# Diocèse de Yakima
Le diocèse de Yakima (en latin : Dioecesis Yakimensis ; en anglais : diocese of Yakima) est une Église particulière de l'Église catholique aux États-Unis, suffragant de l'archidiocèse de Seattle.

## Territoire

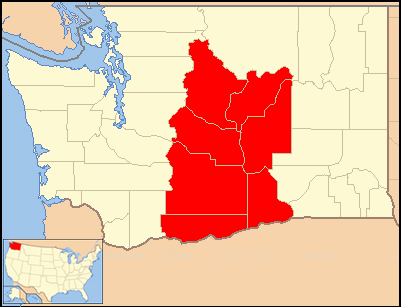
Localisation du diocèse.

Le diocèse comprend les comtés suivants de l'État de Washington : Yakima, Klickitat, Kittitas, Benton, Chelan, Douglas et Grant.
Le siège épiscopal est la ville de Yakima, où se trouve la cathédrale Saint-Paul (en).
Le territoire s'étend sur 46 051 km², et il est divisé en 44 paroisses (2024).

## Histoire
Le diocèse a été érigé le 23 juin 1951 par la bulle Divina Providentia du pape Pie XII, en en tirant le territoire du diocèse de Seattle (qui a été élevé au rang d'archidiocèse métropolitain en même temps) et du diocèse de Spokane.

## Évêques
- 9 juillet 1951 - 5 février 1969 : Joseph Ier Dougherty (Joseph Patrick Dougherty)
- 5 février 1969 - 15 janvier 1974 : Cornelius Power (Cornelius Michaël Power)
- 5 septembre 1974 - 10 août 1976 : Nicolas Walsh (Nicolas Eugène Walsh)
- 16 février 1977 - 17 avril 1990 : William Skylstad (William Stephen Skylstad)
- 10 juillet 1990 - 30 avril 1996 : Francis George (Francis Eugène George)
- 31 décembre 1996 - 12 avril 2011 : Carlos Sevilla (Carlos Arthur Sevilla)
- depuis le 12 avril 2011 : Joseph J. Tyson (en) (Joseph Jude Tyson)

## Source
- (en) Diocese of Yakima, Catholic-Hierarchy

### Articles liés
- Église catholique aux États-Unis
- Liste des juridictions catholiques aux États-Unis